# تمييز على أساس ملمس الشعر

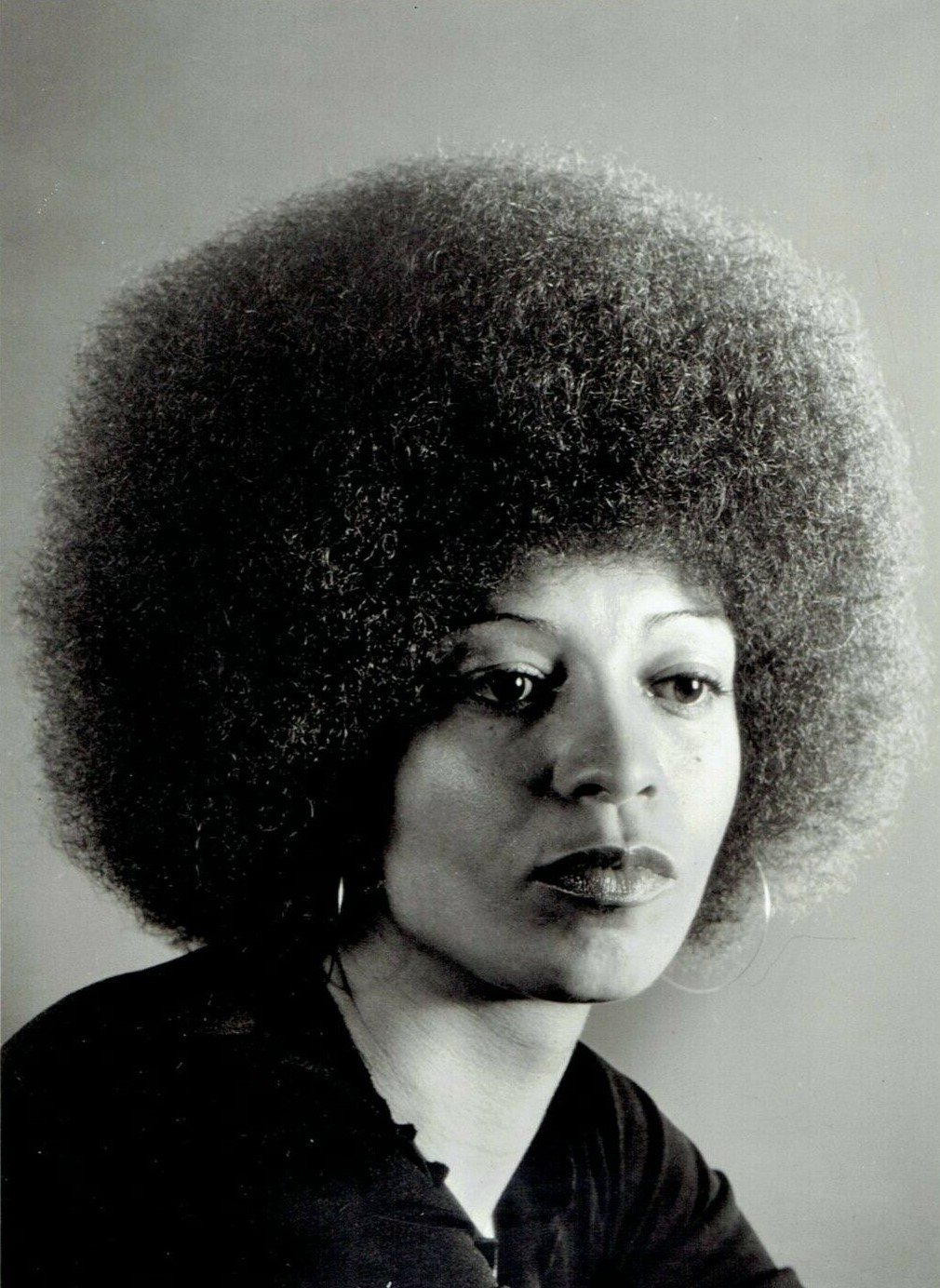
للتميز على أساس ملمس الشعر تميز عنصري

التمييز على أساس ملمس الشعر هو نوع من الظلم الاجتماعي المنتشر في أنحاء العالم، والذي يستهدف السود، وبخاصة من يملك منهم شعرًا أفريقيًا لم يُسرَّح بالمنتجات الكيميائيّة. يُنظر إلى الشعر الأفريقي عالميًا على أنَّه علامة على انعدام الاحتراف، وأنَّه منفر، وغير نظيف.

## خلفية تاريخية
عومل الشعر الأفريقي في العالم الغربي تاريخيًا بازدراء من قبل أفراد جميع الإثنيات. وفي القرنين الخامس عشر والسادس عشر، شهدت تجارة العبيد عبر الأطلسي نقلا جبريًا للأفريقيين السود من أفريقيا جنوب الصحراء إلى أمريكا الشمالية، وفور وصولهم إلى العالم الجديد، كانت رؤوسهم تُحلق بغرض منع انتشار القمليات ومحو ثقافتهم، فقد استخدم العديد من الأفارقة تسريحات شعر مميزة لإبراز هويتهم القبلية وحالتهم الاجتماعية وعمرهم وغير ذلك من الصفات الشخصية. وفي وقت مبكر، ارتدى النساء والرجال أغطية رأس لحماية فروة الرأس من حروق الشمس والقمليات، لكن بمرور الوقت، أصبحت لفائف الشعر هذه مرتبطة بالنساء بشكل أكبر، فقد بدأن بارتدائها مع أزياء مختلفة حسب المنطقة والمظهر الشخصي. وفي القرن التاسع عشر، وبتوقف جلب العبيد من أفريقيا، ارتفعت جودة الحياة إلى حد جعلهم أكثر قيمة في أعين أصحابهم. فأصبحت النساء السود حينها يستمتعن بإجازات يوم الأحد ويصففن شعرهن، ويكشفنه للخدمات الكنسية، ويبقينه ملفوفا من يوم الاثنين وحتى السبت. ولأن أدوات التصفيف التقليدية لم تكن متاحة لهن، فقد بدأت النساء السود باستخدام الزبدة، الكيروسين، وشحم الخنزير والأمشاط المخصصة للماشية لتصفيف شعرهن.
نشأ مفهوم الشعر الجميل في الوقت الذي ألغيت فيه العبودية في الولايات المتحدة. فقد كان العبيد الذين يعملون في المنازل لا يرتدون أغطية رأس كما فعل العمال بالخارج، ولأنهم كانوا في أغلب الأحيان أبناء لرجل أبيض في العائلة التي تملكهم، فإن احتمالية استقامة شعرهم كانت أكبر من أن يكون مموجا أو مجعدا. كانت النساء السود تستخدم خليطا من غسول قد يتسبب في حرق للجلد من أجل تسريح شعرهن وتسويته. وفي لويزيانا بنيو أورليانز، في القرن الثامن عشر، طلب القانون من النساء السود ونساء الكريول أن يضعن غطاء رأس تيجنون لتغطية شعرهن، وكنوع من المقاومة، ارتدت النساء الأغطية لكن مع تزيينها بالأقمشة الجميلة والحُلي.

## مجتمعات الشعر الطبيعي
نُظمت مجموعات، منظمات، ومؤتمرات لأصحاب الشعر المجعد والمموج. من بين هذه المجموعات، جماعة الفتاة المجعدة، وهي مجموعة على الأنترنت تناقش طرق تسليط الضوء على الشعر الطبيعي. كما يقيمون مهرجانا احتفاليا سنويا لتجميع مجتمع الإنترنت في مكان واحد.

## الشعر وإدراك الجمال بين الجاليات وفي جمهورية الدومينيكان
يُنظر إلى الشعر في جمهورية الدومينيكان كصفة مهمة من صفات الجمال الطبيعي. ويرى الكثيرون أن الشعر المستقيم جميل ومناسب للاحترافية المهنية، بينما يرون الشعر الأفريقي كغير مناسب ومشتت للانتباه. وقد نشأت هذه العقلية من التمييز العنصري. لكن هذا تغير بمرور الأعوام في الولايات المتحدة وخارجها، حيث تتنامى شعبية حركة الشعر الطبيعي الأمريكية.
يتم تسريح وتقويم الشعر في جمهورية الدومينيكان لنفس الأسباب التي يتم لأجلها في الولايات المتحدة وبين الجاليات من أجل الملاءمة، ومن أجل مقاييس الجمال الغربية بالطبع. وبالنسبة للفتيات الصغيرات، فإن الشعر ليس مجرد شيء يُلعب به، بل هو شيء محمل بالرسائل، ويملك القدرة على إملاء الطريقة التي ستٌعامل بها على الآخرين، وفي المقابل أيضا الطريقة التي ستنظر بها إلى نفسك. وكما أكد روكس (1996): «لقد عبر الشعر عام عبر عن سياسات الهوية العرقية وكذلك الترابط بين النساء الأمريكيات الأفريقيات. فقصة الشعر قد تؤدي إلى التقبل أو النبذ من جماعات وطبقات اجتماعية معينة، كما قد يوفر شكله إمكانية حصول المرء على مهنة.»
لا يزال الشعر المستقيم وقصات الشعر الأكثر محافظة معيارا في مكان العمل، تماما كما هو الحال في الولايات المتحدة وغيرها من البلدان التي تعيش فيها جاليات أفريقية. هذه الآراء التي يُعبَّر عنها ليست حصرا على جمهورية الدومينيكان. وخلافا للفكرة الخاطئة الشائعة، فإن العديد من النساء الدومينيكيات يظهرن بشعر طبيعي وهو أمر يزداد قبولا في المجتمع.

## الشعر في مكان العمل
يمكن لأصحاب العمل أن يدرجوا ضمن كتب التوظيف الإرشادية تسريحات الشعر المناسبة لمحيط عمل موظفيهم. ومع ذلك، فإن بعض قصات الشعر تضع بعض النساء في وضع غير موات لأنها لا تسمح لهم بالظهور بتصفيفاته الطبيعية. وبالإضافة إلى ذلك، فإنه يؤثر على عملية التوظيف أيضا. كما من المرجح أن الشعر التالف طبيعيا يؤثر على فرص المتقدم للوظيفة مع نظرائه من ذوي الشعر المستقيم. وقد جد بعض الباحثين أن «الأمريكيين الأفارقة عوقبوا لتأكيد هويتهم العرقية عن طريق ملبسهم أو قصات شعرهم في مكان العمل».
يخضع المتقدم بعد توظيفه في شركة معينة لدليل الملابس للموظفين، والذي قد يحوي قصات للشعر. ولأن المظهر الجسدي ليس محميا بموجب القانون الفيدرالي، فإن صاحب العمل قد يفصل موظفا إذا شعر أن تسريحة أو قصة شعره ليست ملاءمة لبيئة العمل. ولذلك تأثير أكبر على الأفراد الذين لا ينظر إلى شعرهم الطبيعي بالإعجاب. وهذا النوع من التمييز المبني على تسريحات الشعر أدى إلى رفع دعاوى ضد أصحاب العمل من قبل بعض النساء الأمريكيات الأفريقيات. وقعت حادثة تمييز بسبب قصة شعر الأفريقية عام 1981، حيث فُصل رينيي روجرز بسبب مجيئه إلى عمله بتسريحة شعر مضفرة.
في سبتمبر 2016، قررت المحكمة الفيدرالية أن أماكن العمل يمكنها فصل الموظفين أو رفض طلبات المتقدمين بسبب تضفير شعرهم فحسب. وفي رأي المحكمة، يمكن لأي أحد ان يختار تضفير شعره، واختيار ذلك يعني تقبل احتمالية أصغر في الحصول على وظيفة في بعض المهن. ورغم أن الاتحاد الأمريكي للحريات المدنية يعتبر أن ذلك حساس للغاية ثقافيا وربما حتى تمييز، إلا أن هناك سابقة قانونية تفيد بأن «التمييز على أساس امتلاك شعر أسود (كخاصية ثابتة) ممنوع بموجب الباب السابع، بينما الضد من ذلك على أساس تسريحة الشعر السوداء (كخاصية قابلة للتغيير) لا يعتبر كذلك».

## الولايات المتحدة الأمريكية

### التشريعات المستهدفة
بينما من المعقول أن بعض الولايات الأمريكية، مثل ساوث كارولينا، تطلب من مضفّري الشعر الأفارقة أن تكون لديهم رخصة حلاقة لتضفير الشعر، حيث تؤدي التقنيات غير المناسبة إلى الإضرار بفروة الرأس وبصيلات الشعر، وهو ما يؤدي إلى الشعور بالألم وتساقط الشعر، فقد سعت بعض الولايات إلى فرض تشريعات جديدة تضع عبئا لا داعي له على مضفري الشعر. ففي عام 2013، أقرت ولاية تكساس تشريعات تتطلب من مضفري الشعر في الولاية أن يخضعوا لـ 750 ساعة من التدريب الذي ليس له علاقة بتضفير الشعر لكي يصبحوا حلاقين مرخصين، وقد نجحت إيزيس برانتلي في مقاضاة الولاية من أجل إلغاء القوانين، وقضى القاضي الفيدرالي للولايات المتحدة بأن هذه القوانين غير دستورية. وفي العام التالي، في 2014، سعت ولاية أركنساس لتكليف مضفري الشعر بالخضوع لـ 1500 ساعة من التدريب، والذي بالمثل من حالة تكساس، لم يكن له علاقة بتضفير الشعر، وذلك ليصبحوا خبراء تجميل مرخصين، لكن نيفيا إيرل وكريستين ماكلين رفعا دعوى ضد الولاية، واستجابة لذلك، قام حاكم أركنساس بتمرير قانون حماية تضفير الشعر الطبيعي ليمنع أي قوانين مستقبلية من استهداف المضفرين المحترفين بشكل غير عادل. واعتبارا من عام 2015، أزالت الولايات الأمريكية الأربعة، تكساس، أركنساس، كولورادو، وواشنطن اللوائح المتعلقة بتضفير الشعر الأفريقي.